# Дідьє Кело
Дідьє́ Кело́ (нар. 23 лютого 1966) — швейцарський астроном, лауреат Нобелівської премії з фізики 2019 року (спільно з Мішелем Майором та разом із Джеймсом Піблсом)
У 1990 році закінчив фізичний факультет Женевського університету, в 1995 році здобув докторський ступінь.
У тому ж році, разом з Мішелем Майором опублікував доповідь про відкриття першої з екзопланет, що обертається навколо зорі головної послідовності — 51 Пегаса b.  

## Біографія
Дідьє Кело народився у Швейцарії 23 лютого 1966 року. Навчався в Університеті Женеви, де 1990 року здобув ступінь магістра з фізики, а 1995 року захистив дисертацію доктора філософії під керівництвом Мішеля Майора.  
1995 року Дідьє Кело і Мішель Майор виявили першу екзопланету на орбіті навколо зорі головної послідовності - 51 Пегаса b. Планету було виявлено методом Доплера, тобто шляхом вимірювання малих періодичних змін променевої швидкості зорі, спричинених обертанням навколо неї. Променева швидкість зорі визначалась за допомогою ефекту Доплера, вимірюваного на надточному на той час спектрографі ELODIE. За цей результат Майор і Кело отримали половину Нобелівської премії з фізики 2019 року «за відкриття екзопланети, що обертається навколо сонцеподібної зорі».  

## Нагороди та визнання
- 1996: Balzers-Preis Швейцарського фізичного товариства[13]
- 1996: Медаль Міжнародного астрономічного союзу
- 2009:На його честь названий астероїд (177415) Queloz[fr].
- 2011: BBVA Foundation Frontiers of Knowledge Awards[14].
- 2013: Медіакомпанія «Thomson Reuters» включила Кело до свого списку найімовірніших кандидатів на отримання Нобелівської премії з фізики[15]
- 2017: Премія Вольфа з фізики[16]
- 2019: Нобелівська премія з фізики[17]